# Grazer Maschinen- und Waggonbau-Aktiengesellschaft
A Grazer Maschinen- und Waggonbau-Aktiengesellschaft egykori graz-i gép- és járműgyártó vállalat.

## Története
1854-ben egy  friedbergi takácsmester fia, Johann Weitzer – aki patkoló- és kocsikovácsnak tanult Pinkafőn – három társával műhelyt alapított. 1857-től a kovács-, lakatos-, asztalos- és festőüzem egy egykori kadétiskolában működött. 1861-ben Weitzer Kocsi és Vagongyár, Weitzer Vas- és Fémöntöde néven új üzemeket csatolt a gyárhoz. Itt kezdték el hamarosan gyártani a járműveket a Szuezi-csatorna építéséhez. 1872-ben a gyár részvénytársasággá alakult, és Grazer Waggon- & Maschinen-Fabriks-Aktiengesellschaft vorm. Joh. Weitzer néven működött tovább.
Utoljára a cég 1939-ben változtatta meg a nevét Grazer Maschinen- und Waggonbau-Aktiengesellschaft-ra, majd 1941-ben a Paukerwerk Aktiengesellschaft-tal és a Simmeringer Maschinen- und Waggonbau Aktiengesellschaft-tal – mindkettő bécsi alapítású cég az új Simmering-Graz-Pauker Aktiengesellschaft für Maschinen-, Kessel- und Waggonbau leányvállalatai lettek. Ez a cég ma Siemens AG Austria néven működik.
1891-ben Weitzer Magyarországon, Aradon is gyárat alapított Weitzer János Gép,- Waggongyár és Vasöntöde Részvénytársaság néven. Napjainkban a gyár Astra Vagoane Călători néven működik; Románia második legjelentősebb vállalata.

## Fordítás
- Ez a szócikk részben vagy egészben  a   Grazer Maschinen- und Waggonbau-Aktiengesellschaft című német Wikipédia-szócikk fordításán alapul.  Az eredeti cikk szerkesztőit annak laptörténete sorolja fel. Ez a jelzés csupán a megfogalmazás eredetét és a szerzői jogokat jelzi, nem szolgál a cikkben szereplő információk forrásmegjelöléseként.